# Аверкин, Игорь Сергеевич
Игорь Сергеевич Аверкин (род. 20 февраля 1957, Дзержинск) — советский и российский хоккеист, защитник. Тренер.

## Биография
Начинал играть в Дзержинске.  Воспитанник «Торпедо» Горький. В сезоне 1973/74 играл за команду в Кубке СССР. Выступал за команду второй лиги горьковский «Полёт» (1975/76 — 1977/78, 1979/80). В сезоне 1978/79 провёл пять матчей за «Торпедо» в высшей лиге. 11 сезонов отыграл за клуб «Кренгольм» Нарва во второй (1980/81 — 1989/90) и первой (1990/91 — 1991/92) лигах первенства СССР и в чемпионате Эстонии (1993/94 — 1995/96). Выступал за финский клуб «СаПКо» (1989/90), эстонский ЛНСК (1992/93).
Окончил Университет имени Лесгафта.
Работал тренером в СДЮШОР «Торпедо» (Н. Новгород). В сезоне 1999—2000 — тренер и с 4 марта — главный тренер «Мотора» Заволжье. Главный тренер «Торпедо-2» НН (2000/01 — 3 декабря 2001; 2005/06, с 7 декабря). Главный тренер (2001/02, с 3 декабря; 2003/04, с 6 октября; 26 — 28 января 2008, и. о.) и тренер (2002/03 — 6 октября 2003; 2004/05 — 7 декабря 2005; 2006/07 — 2009/10) «Торпедо». Тренер (2011/12), главный тренер (2012/13, до 9 января; 12 января 2014—2018/19) ХК «Саров». Главный тренер Чэнтоу (2019/20, с 4 октября). Главный тренер женских нижегородских клубов СКИФ (2021/22), «Торпедо» (с 2022/23).
Тренер юниорской сборной России (2005/06), молодёжной сборной России (2013/14).
Свояк Михаила Варнакова. Сын Вадим (род. 1978) — хоккеист, функционер.

## Достижения
Игрок:
- Четырёхкратный чемпион Эстонии.
- Лучший нападающий чемпионата Эстонии 1993/94.
- Второй бомбардир «Кренгольма» за всю историю клуба.

Тренер:
- Бронзовый призёр молодёжного чемпионата мира: 2014
- Победитель юниорской российской лиги с командой «Торпедо-2»: 2001
- Чемпион России среди женских команд: 2022
- Серебряный призёр чемпионата ЖХЛ: 2022
- Участник Матча звёзд ЖХЛ: 2022
- Бронзовый призёр чемпионата ЖХЛ: 2023[1]